# 제너럴 모터스 재팬
제너럴 모터스 재팬 유한회사(영어: General Motors Japan)는 자동차 수입과 과거에는 자동차 생산을 전문으로 하는 일본 회사이다. 이 회사는 미국 기업인 제너럴 모터스의 일본 자회사이다.

## 역사
제너럴 모터스는 1927년 오사카시에 공장을 건설하여 쉐보레, 폰티악, 올즈모빌, 뷰익 차량의 녹다운 키트를 미국에서 들여와 현지에서 조립했다. 1925년부터 1935년까지 일본 자동차 시장은 미국 제조업체(1925년 이후 포드와 1930년 이후 크라이슬러와 함께 GM)가 지배했다. 1930년 포드와 제너럴 모터스의 합산 시장 점유율은 95%였다. 제너럴 모터스는 재팬에 진출한 기간(1927년-1939년) 동안 42%의 시장 점유율을 기록했다. 생산된 모델 중에는 쉐보레 브랜드가 있었다. 1936년 새로운 법률에 따라 기존 외국 기업은 연간 생산량을 더 늘릴 수 없게 되었고, 경제적, 정치적 요인으로 인해 제너럴 모터스(다른 미국 제조업체와 마찬가지로)는 1939년 일본 시장에서 철수했다.
도쿄에 제너럴 모터스 재팬 유한회사가 재설립된 것은 2001년이었다.